# Jakob Meister
Jakob Meister (russisch Яков Готлибович Мейстер/Jakow Gotlibowitsch Meister; * 11. September 1955 in Kopeisk) ist ein deutsch-russischer Schachmeister. Er wechselte 2004 vom Russischen Schachverband zum Deutschen Schachbund, ohne in einer FIDE-Veranstaltung für Russland gespielt zu haben.
Jakob Meister war mehrfach Meister von Tscheljabinsk, arbeitete dort seit 1974 als Schachtrainer und spielte in den Jahren 1984, 1985 und 1988 im Halbfinale der Meisterschaft der Sowjetunion. In Tscheljabinsk spielte er für den Verein Poljot (Полёт), belegte mit dieser Mannschaft bei der sowjetischen Mannschaftsmeisterschaft 1990 den zweiten Platz und erreichte im European Club Cup 1992 den zweiten und 1995 den dritten Platz. In der russischen Mannschaftsmeisterschaft spielte er von 2003 bis 2005 für den Toljattiner Verein Lada (Лада); 1994 hatte er den Wettbewerb mit Kadyr Ufa gewonnen. Er ist fünffacher Berliner Meister im Schach. Die Berliner Einzelmeisterschaft gewann er in den Jahren 2003, 2004, 2005, 2007 und 2016. Meister siegte oder belegte vordere Plätze in mehreren Turnieren: 1. Platz beim Tscheljabinsk-B-Turnier (1989), 1. Platz beim 2. Internationalen Meisterturnier im Siemens-Forum in Linz (1995), 1. Platz beim 3. Offenen Schachturnier des SC Kreuzberg (2002), 2. Platz beim GM-Turnier in Marienbad (2008) und 2. Platz beim Open in Berlin-Lichtenrade (2008).
Meister trägt seit 1992 den Titel Internationaler Meister, den Großmeister-Titel erhielt im Jahr 2008. Die Normen für den Titel des Großmeisters erkämpfte er in den Jahren 2002 (Platz 53) und 2004 (Platz 65) beim Aeroflot Open in Moskau und in oben genanntem Turnier 2008 in Marienbad.
Vereinsschach spielt er seit 2006 für den SK Zehlendorf, überwiegend in der 2. Bundesliga Nord, in der Saison 2007/08 in der 1. Bundesliga. In der slowakischen Extraliga spielte er von 1993 bis 1995 für den ŠK Slovan Levice.